# Arrondissement d'Ilm
L'arrondissement d'Ilm est un arrondissement  (« Landkreis » en allemand) de Thuringe (Allemagne).
Son chef-lieu est Arnstadt.

## Villes, communes & communautés d'administration
(nombre d'habitants en 2013)
| Villes 1. Arnstadt (23 539) 2. Gehren (3 897) 3. Großbreitenbach (2 600) 4. Ilmenau (25 949) 5. Langewiesen (3 439) 6. Plaue (1 834) 7. Stadtilm (4 812) | Communes erfüllende Gemeinde 1. Amt Wachsenburg [Siège : Ichtershausen] (6 373) 2. Ilmtal [Siège : Griesheim] (3 803) 3. Wipfratal [Siège Branchewinda] (2 780) 4. Wolfsberg [Siège : Gräfinau-Angstedt] (3 033) |

Communauté administrative *Siège
| 1. Communauté administrative de Geratal (5 098) 1. Angelroda (402) 2. Elgersburg (1 226) 3. Geraberg* (2 386) 4. Martinroda (859) 5. Neusiß (225) 2. Communauté administrative de Großbreitenbach (4 802) 1. Altenfeld (988) 2. Böhlen (569) 3. Friedersdorf (201) 4. Gillersdorf (255) 5. Großbreitenbach, ville* (2 600) 6. Wildenspring (189) | 3. Communauté administrative de Langer Berg (6 251) 1. Gehren, ville* (3 897) 2. Herschdorf (865) 3. Neustadt am Rennsteig (986) 4. Pennewitz (503) 4. Communauté administrative de Oberes Geratal (9 254) 1. Frankenhain (751) 2. Gehlberg (517) 3. Geschwenda (2 044) 4. Gossel (482) 5. Gräfenroda* (3 256) 6. Liebenstein (370) 7. Plaue, ville (1 834) | 5. Communauté administrative de Rennsteig (4 194) 1. Frauenwald (983) 2. Schmiedefeld am Rennsteig* (1 759) 3. Stützerbach (1 452) 6. Communauté administrative de Riechheimer Berg (5 631) 1. Alkersleben (312) 2. Bösleben-Wüllersleben (623) 3. Dornheim (577) 4. Elleben (881) 5. Elxleben (595) 6. Kirchheim* (1 221) 7. Osthausen-Wülfershausen (532) 8. Rockhausen (262) 9. Witzleben (652) |

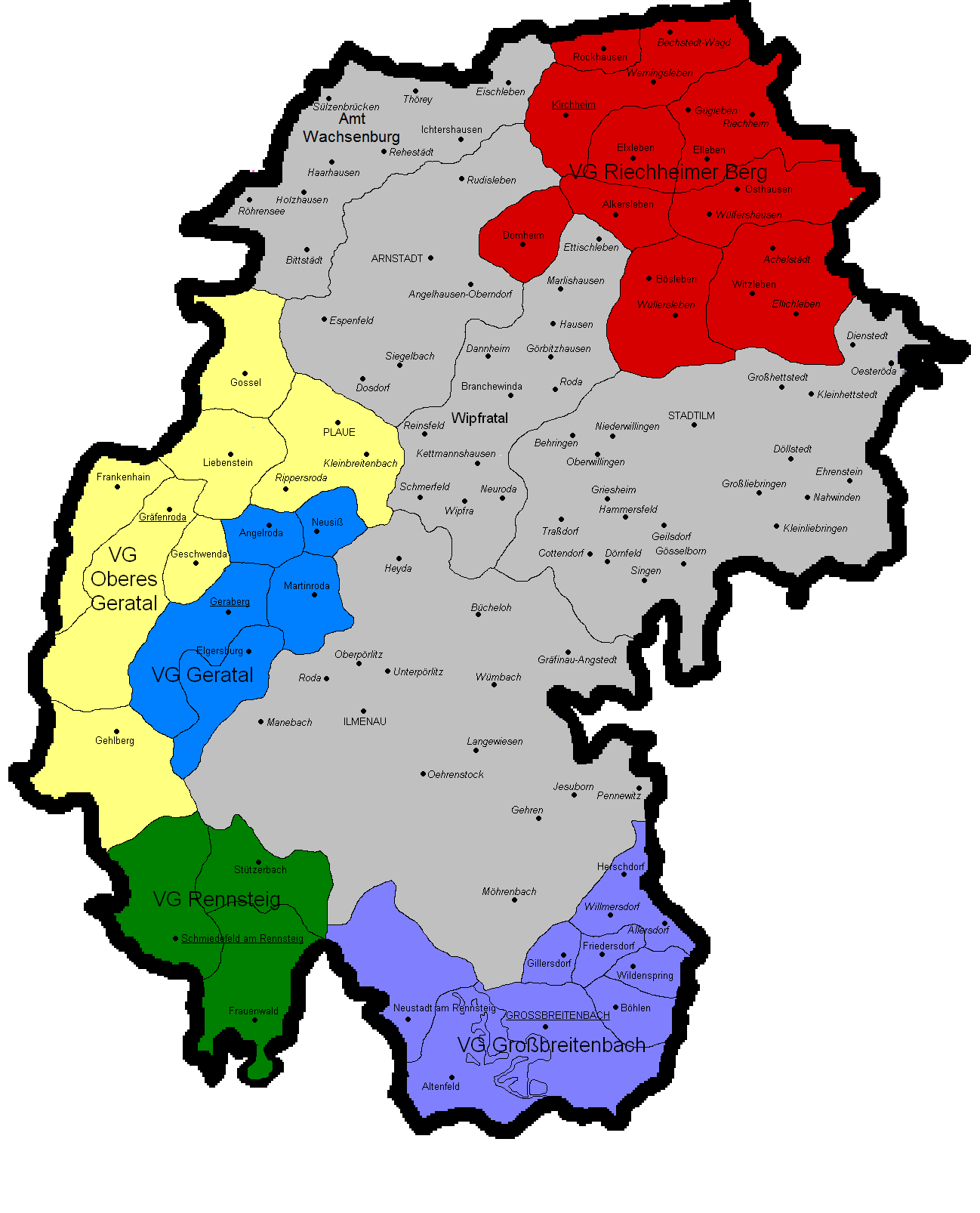
Ilm-Kreis